# Под кожата
Под кожата е британско научнофантастичен хорър филм от 2013 година на режисьора Джонатан Глейзър. Филмът участва в надпреварата за Златен лъв на кинофестивала във Венеция. Въпреки че не получава престижни награди и се представя слабо в бокс-офиса, филмът многократно е определян като един от най-добрите филми за 2014 година, а Скарлет Йохансон получава адмирации за ролята си.
Йохансон се превъплъщава в жена от извънземен произход, която прелъстява млади мъже в Шотландия. Повечето от ролите се изпълняват от непрофесионални актьори, като много от сцените във филма са импровизирани и заснети с използване на скрита камера.
Филмът е създаден по мотиви от книгата със същото име на Мишел Фейбър.

## Критика
Под кожата е избран от 20 филмови критици като най-добър филм на 2014 година от общо 122 гласували. През 2015 филмът е включен в списъка за 50-те най-добри филми на десетилетието на Guardian.

## Награди и номинации
| Категория                                        | Номиниран(и)                          | Резултат                              |
| Награда на БАФТА (8 февруари 2015 г.)            | Награда на БАФТА (8 февруари 2015 г.) | Награда на БАФТА (8 февруари 2015 г.) |
| ------------------------------------------------ | ------------------------------------- | ------------------------------------- |
| Най-добър британски филм                         | Най-добър британски филм              | номинация                             |
| Най-добра филмова музика                         | Мика Леви                             | номинация                             |
| Европейски филмови награди (13 декември 2014 г.) |                                       |                                       |
| Най-добра филмова музика                         | Мика Леви                             | награда                               |
| Емпайър (29 март 2015 г.)                        |                                       |                                       |
| Най-добър британски филм                         | Най-добър британски филм              | номинация                             |
| Най-добър хорър филм                             | Най-добър хорър филм                  | номинация                             |